# Igino Righetti
Igino Righetti (Riccione, 3 marzo 1904 – Roma, 17 marzo 1939) è stato un attivista e docente italiano, presidente nazionale della FUCI.

## Biografia

Maria De Unterrichter, don Giovanni Battista Montini e Igino Righetti a Bologna, anni trenta.

Nasce a Riccione nel 1904, allora frazione del comune di Rimini, secondogenito dei sei figli maschi di Vincenzo Righetti e Silvia Sanchini. Dopo aver portato a termine gli studi classici (il Ginnasio a Rimini, il Liceo a Bologna), si iscrisse, nel 1923, alla Facoltà di Gurisprudenza dell'Università di Bologna. Fondò nel 1924 a Rimini l'Università popolare e il suo organo, il giornale Ariminum. Tuttavia nello stesso anno, cagionevole di salute, decise di trasferirsi a Roma per proseguire e terminare gli studi nel clima della capitale.
Nonostante la distanza, egli mantenne sempre stretti legami con la sua diocesi d'origine, tanto che il vescovo di Rimini Vincenzo Scozzoli lo nominò prima segretario e poi, dal 1927, presidente della giunta diocesana di Azione Cattolica.
Durante i suoi anni universitari, Igino Righetti aderì al Circolo Universitario Cattolico Romano e maturò i suoi primi approcci con la Federazione Universitaria Cattolica Italiana (FUCI).
Nel 1925, dopo il congresso fucino di Bologna, venne insignito della carica di presidente nazionale della federazione, che detenne fino al 1934.
In questi anni, lavorò a fianco di Giovanni Battista Montini, il futuro papa Paolo VI, il quale, sempre nel 1925, venne nominato assistente ecclesiastico nazionale della FUCI, e a Maria De Unterrichter, presidentessa nazionale della sezione femminile.
Questi erano anche gli anni in cui si affermò il fascismo, verso il quale la FUCI di Righetti-Montini oppose sempre i diritti di democrazia e di libertà sia di pensiero che di azione. Proprio per l'impegno antifascista della federazione i suoi circoli vennero sciolti dal regime il 31 maggio 1931.
Nel 1933, Igino Righetti diede vita al Movimento dei Laureati Cattolici.
Morì a Roma il 17 marzo 1939, a soli trentacinque anni.